# Норвезький інститут біоекономіки
Норвезький інститут біоекономіки (норв. Norsk institutt for bioøkonomi; NIBIO) — норвезький державний сільськогосподарський науково-дослідний інститут. Створений 1 липня 2015 року. Базується в місті Ос, також є 15 філій по всій країні. NIBIO створене об'єднанням Bioforsk, Норвезького інституту лісів і ландшафту і Норвезького інституту економічних досліджень сільського господарства.
Заклад є третім найбільшим дослідницьким інститутом Норвегії.

## Завдання
Основні сфери — харчове і рослинне виробництво, навколишнє середовище, клімат, карти і геодата, ареальні ресурси, основні ресурси, лісокористання, підприємницька і суспільна економіка.
Інститут має п'ять професійних дивізій і центральні функції підтримки, організовані як штаби. П'ять дисциплін:
- Дивізія продовольчого виробництва та суспільства
- Дивізія навколишнього середовища та природних ресурсів
- Дивізія для лісів і вимірок
- Дивізія біотехнологій і рослинного здоров'я
- Дивізія для карт і статистики